# Dolce & Gabbana
Дольче і Габбана (D&G) (італ. Dolce & Gabbana) — італійська марка модного одягу та взуття, аксесуарів та парфумерії.

## Історія

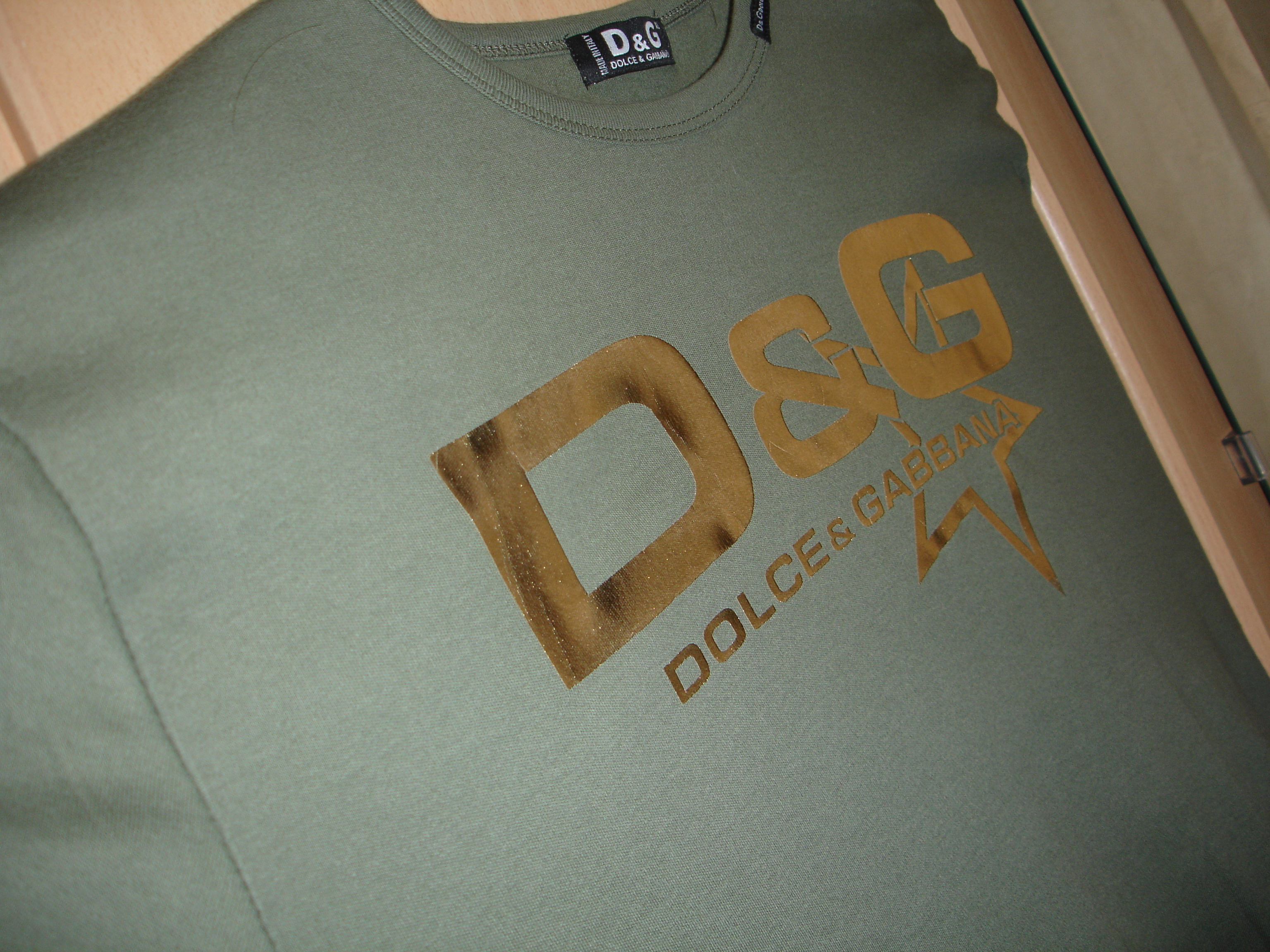
Футболка D&G

Фірму Dolce&Gabbana було засновано 1985 року d Мілані. Засновники — обидва корінні італійці — виходець з Сицилії Доменіко Дольче та уродженець Північної Італії Стефано Габбана.
1985 року дизайнери брали участь у показі моделей Milano Collezioni, після якого стали популярні.
З 1990 року модельєри почали виготовляти продукти для чоловіків, вперше створивши для них свою колекцію. У D&G стали одягатися такі зірки, як Іггі Поп, Вуді Гаррельсон, Стінг.
1992 року фірма показала перший парфумерний продукт своєї марки, який назвали Dolce&Gabbana Parfum. Аромат у 1993 році отримав премію від Міжнародної академії парфумерії.
У 2002 році на аукціоні виставки «Мотор Шоу» у Болоньї був проданий Citroën C3 під маркою Dolce&Gabbana. Після успіху цієї моделі дім моди та автомобільний концерн уклали контракт на випуск ексклюзивних машин серії C3 і C3 Pluriel. Салони машин прикрашено кристалами фірми Swarovski, для обробки використовується шкіра від D&G.

## Цікаві факти

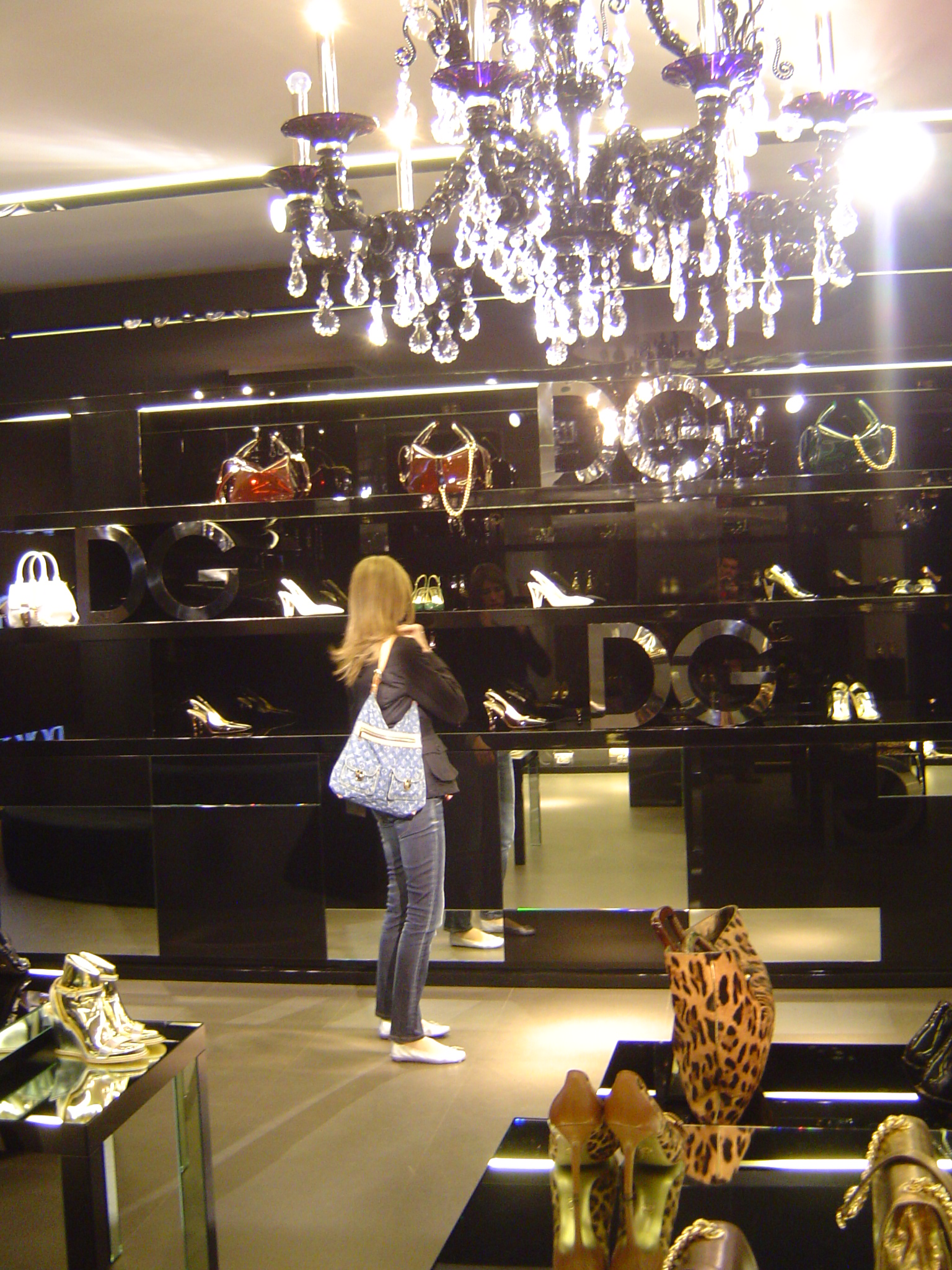
Філія Dolce & Gabbana в Мілані

- Для Мадонни модельєри зробили 1500 костюмів у рекордно короткий час — за два місяці. Більшість із них було зшито й оброблено вручну. Але в контракті не була обговорена сума гонорару. Дизайнери працювали майже задарма. Але модельєри сказали: «Можливо, ми не думаємо про вартість нашої праці тому, що вже давно заробили набагато більше грошей, ніж здатні витратити»[1][2].
- Модельєри роблять приблизно тринадцяти колекцій на рік, і у кожній з них є знахідки, які можна назвати новаторськими у міжнародній моді. Найкращою вважається сукня з колекції весна-літо 1990 року — у ній з'явилася на світло чорна сукня-бюст'є. Автори моделі сказали про неї так: «Цю сукню можна вважати квінтесенцією стилю Дольче й Габбана».
- Колекція весна-літо 1996 року вирізнилася сукнями-каптанами. Довгі, до підлоги, чорні сукні без рукавів із каптурами та високими розрізами з боків, на шиї — чорні шарфи. Цей одяг настільки усім сподобався, що на нього зробили замовлення 650 магазинів із Європи, США та Австралії.